# Rižarna, Trst
Rižarna pri Sv. Soboti (italijansko Risiera di San Saba) je bila zbirno in uničevalno taborišče v tržaški četrti sv. Sobota (San Sabba). Preurejeni kompleks stavb nekdanje luščilnice in sušilnice riža, zgrajen leta 1913, je kraj trpljenja in smrti, saj je tukaj med letoma 1944 in1945 v uničevalnem taborišču delovala edina krematorijska peč na italijanskem ozemlju.

## Koncentracijsko in uničevalno taborišče
Po kapitulaciji kraljevine Italije 8. septembra 1943 so nacisti oktobra 1943 zapuščen industrijski kompleks preoblikovali v preiskovalne zapore, v vojaško oz. policijsko taborišče (Polizeilager), že od konca istega leta pa v uničevalno taborišče (Vernichtungslager). Služilo je tudi kot skladišče naropanega blaga ter zbirno mesto za deportacijo v druga koncentracijska taborišča. 4. aprila 1944 so nekdanjo peč za sušenje riža, po načrtih Unterscharführerja SS Erwina Hermanna Lamberta, spremenili v krematorij, v katerem so do konca vojne sežgali okrog 4000 do 5000 pobitih ljudi. Natančna ocena števila usmrčenih je zelo težavna, ker so nacisti v zadnjih dneh vojne peč razstrelili in večino dokumentov uničili.
Žrtve so bili po večini Slovenci in Hrvati iz Trsta in Istre, osumljeni partizanstva ali sodelovanja z narodnoosvobodilnim bojem, pa tudi italijanski protifašisti, Judje, Romi in homoseksualci. Za hitrejše iztrebljanje so ljudi streljali ali obešali, proti koncu vojne so v plinsko celico predelali enega od kamionov, kasneje pa garažo. Poleg nekaterih ohranjenih zapisov na stenah nekdanjega zapora nekaj dokumentov hrani občinski muzej Vojni muzej za mir (it: Civico museo di guerra per la pace).

## Mestni muzej in spomenik državnega pomena
Sedanjo podobo, ki je sicer precej drugačna od nekdanje, je Rižarna dobila leta 1975, po načrtih tržaškega arhitekta Romana Boica, ko je pridobila status mestnega muzeja (it: Civico museo della Risiera di San Sabba). Že od leta 1965 pa ima na podlagi dekreta tedanjega predsednika republike Giuseppeja Saragata status spomenika državnega pomena.
Arhitekt je odstranil ruševine in dvorišče obdal z enajstmetrskim betonskim zidom, ki v obiskovalcu vzbudi občutek utesnjenosti in nelagodja. Vstop v Rižarno je sedaj skozi dolg hodnik, ki vodi do celic smrti, kamor so zapirali obsojene na ustrelitev, usmrtitev s kijem ali zastrupitev s plinom. Trupla so zatem sežgali v peči krematorija, ostanke kosti pa odvrgli v morje miljskega zaliva. Na stenah teh in drugih celic so še vidni nekateri zapisi zaprtih, ki niso bili uničeni, ko so nacisti v noči na 30. april 1945 razstrelili kompleks in pozneje, ko je po drugi svetovni vojni tu delovalo begunsko taborišče za optante, ki so zapustili Jugoslavijo.
V trinadstropni stavbi je v pritličju skupno sedemnajst celic, v katerih je bilo zaprtih tudi do šest jetnikov skupaj, v drugem in tretjem nadstropju pa so bile spalnice esesovskih oficirjev in vojakov, pisarne, orožarna, čevljarna in krojaška delavnica (za prisilno delo) ter skladišča. V naslednji, štirinadstopni stavbi so bili zaprti Judje, vojaški in civilni ujetniki, moški, ženske in otroci, ki so jih od tod pošiljali v druga taborišča. Od 123 vlakovnih kompozicij, ki so v nemška koncentracijska taborišča vozile iz Italije, jih je kar 59 peljalo iz Rižarne, še 30 drugih pa v prisilna delovna taborišča.

## Tržaški proces za vojne zločine
Sodni proces za zločine v Rižarni, za katerega je imel velike zasluge novinar Albin Bubnič, se je zaključil leta 1975, z nekaterimi obtoženci so že obračunali partizani, na dosmrtno ječo v odsotnosti obsojenega poveljnika Josepha Oberhauserja pa Nemčija ni nikdar izročila Italiji. Tudi ostali sodelavci zločinov so bili pomiloščeni, na podlagi številnih amnestij, ki so se po letu 1945 v Italiji vrstile v imenu sprave med narodi.
Nedokazano je ostalo tudi tržaško delovanje vojnih zločincev Odila Globočnika, ki je bil od 13. septembra 1943 vodja SS in Gestapa (SS und Polizeiführer) za območje okupacijske operativne cone Jadransko primorje (Adriatisches Küstenland) ter  SS - Hauptsturmführerja Christiana Wirtha, s katerim sta pred tem med holokavstom sodelovala v akciji Reinhard na Poljskem.